# Lurasidone
La lurasidone est un antipsychotique de seconde génération développé par Dainippon Sumitomo Pharma. Il est administré par voie orale pour le traitement de la schizophrénie et des troubles bipolaires avec dépression. 
D'après une méta-analyse d'essais en double aveugle, randomisés et contrôlés par placebo, l'incidence des effets indésirables n'a pas différé entre la schizophrénie et les troubles dépressifs. 
Ces effets secondaires sont, entre autres, l'akathisie, la prise de poids, les symptômes extrapyramidaux, l'utilisation de médicaments anticholinergiques, la somnolence, les étourdissements et les nausées.